# Rami Shaaban
Rami Shaaban  (Fisksätra, Estocolmo, 30 de junio de 1975) es un exfutbolista sueco. Jugaba de portero y su último equipo fue el Hammarby IF.

## Trayectoria
Shaaban, cuyo padre es egipcio y su madre finlandesa, empezó su carrera profesional en el club local Saltsjöbadens IK, en 1994. Al año siguiente se marchó a Egipto a jugar con el Zamalek y más tarde con el Ittihad Osman, mientras también estudiaba en la universidad. Después de su tiempo en Egipto, Shaaban regresó a Suecia en 1997 y se unió  al Nacka FF y en el Värtans IK.
En 2001 ficha por el Djurgårdens IF Fotboll, equipo con el que debuta en la Allsvenskan. No juega mucho (solo juega 6 partidos de liga en esta etapa) debido a que Andreas Isaksson es el portero titular indiscutible. Con este club conquista el título de Liga y Copa.
En 2002 se marcha a jugar al Arsenal FC inglés. En este equipo casi no jugó (disputó 5 partidos en dos temporadas) y tuvo mala suerte con las lesiones, incluyendo una fractura de pierna. Con este equipo gana una Liga y una FA Cup. 
En Inglaterra juega también en el West Ham y en el Brighton & Hove Albion FC.
En 2006 se marcha a Noruega, donde milita dos temporadas en el Fredrikstad FK.
El 12 de febrero de 2008 firma un contrato con el Hammarby IF sueco. En 2012, anunció su retiro del fútbol profesional.

## Selección nacional
Ha sido internacional con la  Selección de fútbol de Suecia en 16 ocasiones. En 2002, poco después de su fichaje por el Arsenal, Shaaban estuvo cerca de ser convocado por la selección nacional de fútbol de Egipto , pero esto nunca se materializó. Su debut como internacional se produjo el 26 de mayo de 2006 contra Finlandia (0-0). Participó en la Copa Mundial de Fútbol Alemania 2006, aunque solo disputó el primer encuentro: Trinidad y Tobago 0-0 Suecia. Su selección llegó a octavos de final de ese torneo.
Fue convocado para participar en la Eurocopa de Austria y Suiza de 2008, aunque el entrenador no le dio la oportunidad de debutar en esa competición debido a que Andreas Isaksson (el que fuera su antiguo compañero de equipo en el Djurgårdens IF) se ganó el puesto de portero titular de la selección.

## Clubes
| Club                   | País       | Año        |
| ---------------------- | ---------- | ---------- |
| Saltsjöbadens IK       | Suecia     | 1994-1995  |
| Zamalek SC             | Egipto     | 1995       |
| Ittihad Osman          | Egipto     | 1995-1996  |
| Nacka FF               | Suecia     | 1997-1999  |
| Djurgårdens IF         | Suecia     | 1999-2002  |
| Djurgårdens IF         | Suecia     | 2001-2002  |
| Arsenal FC             | Inglaterra | 2002-2004  |
| West Ham FC (cedido)   | Inglaterra | 2004       |
| Brighton & Hove Albion | Inglaterra | 2005       |
| Fredrikstad FK         | Noruega    | 2006-2008  |
| Hammarby IF            | Suecia     | 2008- 2012 |

## Títulos
- 1 Liga de Suecia (Djurgårdens IF, 2002)
- 1 Copa de Suecia (Djurgårdens IF, 2002)
- 1 Liga de Inglaterra (Arsenal, 2004)
- 1 Copa de Inglaterra (Arsenal, 2003)
- 1 Community Shield (Arsenal, 2004)